# أموبي أوكوغو
أموبي أوكوغو (بالإنجليزية: Amobi Okugo)‏ (13 مارس 1991 بهايوارد في الولايات المتحدة - ) هو لاعب كرة قدم أمريكي في مركز الدفاع. شارك مع منتخب الولايات المتحدة تحت 17 سنة لكرة القدم ومنتخب الولايات المتحدة تحت 20 سنة لكرة القدم ومنتخب الولايات المتحدة تحت 23 سنة لكرة القدم. أما مع النوادي، فقد لعب مع أورلاندو سيتي وسبورتينغ كانساس سيتي وفيلادلفيا يونيون ونيو يورك ريد بولز 2.

## وصلات خارجية
- أموبي أوكوغو على موقع الدوري الأمريكي (الإنجليزية)
- أموبي أوكوغو على موقع قاعدة بيانات كرة القدم.إي يو (الإنجليزية)
- أموبي أوكوغو على موقع Soccerway.com (الإنجليزية)
- أموبي أوكوغو على موقع AS.com (الإسبانية)